# Sóstófalva
Sóstófalva ist eine ungarische Gemeinde im Kreis Miskolc im Komitat Borsod-Abaúj-Zemplén.

## Geografische Lage
Sóstófalva liegt im Nordungarn, 16 Kilometer nordöstlich der Kreisstadt und des Komitatssitzes Miskolc. Nachbargemeinden sind Alsódobsza, Újcsanálos und Gesztely.

## Sehenswürdigkeiten
- Reformierte Kirche, erbaut 1938–1939
- Römisch-katholische Kirche Szentháromság

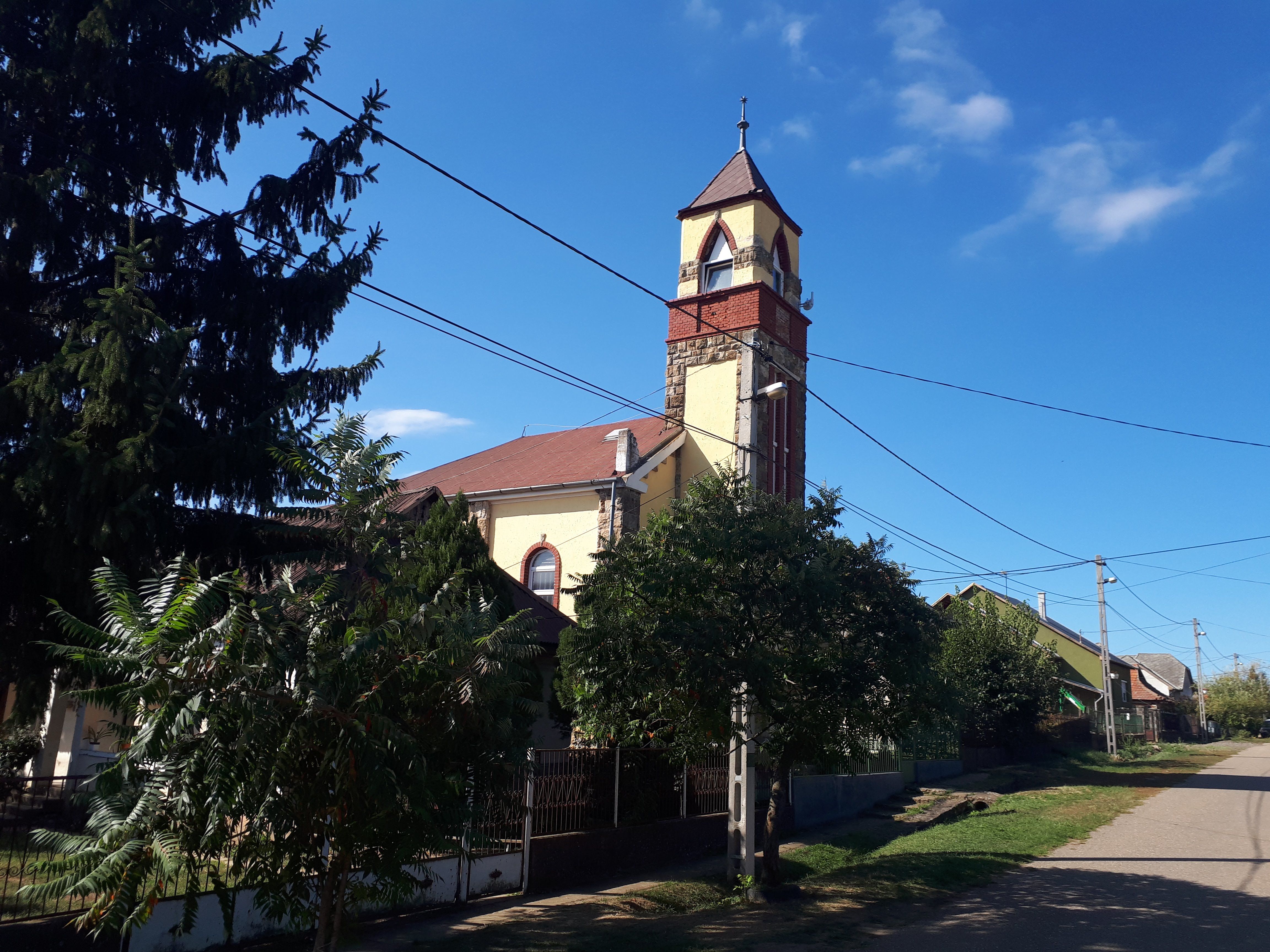
Reformierte Kirche

## Verkehr
Durch Sóstófalva verläuft die Nebenstraße Nr. 37102, westlich des Ortes die Landstraße Nr. 3702. Es bestehen Busverbindungen über Gesztely und Felsőzsolca nach Miskolc sowie über Alsódobsza, Megyaszó, Legyesbénye und Bekecs nach Szerencs. Die nächstgelegenen Bahnhöfe befinden sich in Miskolc und Szerencs.